# عدم المساواة في الانتباه
عدم المساواة في الانتباه (بالإنجليزية: Attention inequality)‏ هو مصطلح يستخدم لاستهداف عدم المساواة في توزيع الانتباه عبر المستخدمين على الشبكات الاجتماعية، والناس بشكل عام، وللأوراق العلمية. قدمت مؤسسة عائلة يون «معامل عدم المساواة في الانتباه» كمقياس لعدم المساواة في الانتباه وتناقشها من خلال الترابط الوثيق مع عدم المساواة في توزيع الثروة.

## العلاقة بالتفاوت الاقتصادي
يرتبط عدم المساواة في الانتباه بعدم المساواة الاقتصادية لأن الاهتمام سلعة نادرة اقتصاديًا. يمكن تطبيق نفس التدابير والمفاهيم كما هو الحال في الاقتصاد الكلاسيكي لاقتصاد الانتباه. تتطور العلاقة أيضًا إلى ما وراء المستوى المفاهيمي - بالنظر إلى عملية أيدا، فإن الاهتمام هو الشرط الأساسي للدخل النقدي الحقيقي على الإنترنت. في بيانات عام 2018، تم إثبات وجود علاقة مهمة بين الإعجابات والتعليقات على فيس بوك والتبرعات للمنظمات غير الربحية.

## المدي
كما تظهر بيانات عام 2008، يتركز 50٪ من الاهتمام على ما يقرب من 0.2٪ من جميع أسماء النطاقات، و80٪ على 5٪ من أسماء النطاقات. كان معامل جيني لتوزيع الانتباه في عام 2008 عند أكثر من 0.921 لأسماء المجالات التجارية مثل ac.jp و 0.985 لنطاقات org..
كان معامل جيني على تويتر في عام 2016 لعدد المتابعين 0.9412، ولعدد الإشارات 0.9133، ولعدد مرات إعادة التغريد بمقدار 0.9034. للمقارنة، بلغ معامل جيني للدخل العالمي 0.68 في 2005 و0.904 في 2018. أكثر من 96٪ من جميع المتابعين، و93٪ من التغريدات، و93٪ من جميع الإشارات مملوكة لـ20٪ من تويتر.

## الأسباب
على الأقل بالنسبة للأوراق العلمية، ينص إجماع اليوم على أن عدم المساواة لا يمكن تفسيره من خلال الاختلافات في الجودة والموهبة الفردية. يلعب تأثير متي دورًا مهمًا في ظهور عدم المساواة في الانتباه - أولئك الذين يتمتعون بالفعل بالكثير من الاهتمام، يحصلون على مزيد من الاهتمام وأولئك الذين لا يتمتعون به، يفقدون المزيد. يمكن العثور على أدلة مهمة على أن خوارزمية الترتيب من شأنها أن تخفف من عدم المساواة في عدد المنشورات عبر الموضوعات.

## روابط خارجية
- عدم المساواة في الانتباه من قبل مؤسسة يون فاميلي